# Awelo
El Awelo es un kachina familiar en la religión de los indios pueblo, en especial de la tribu Pueblo de Isleta del Sur o Tiwa. La palabra proviene del español "abuelo".
Esta figura religiosa tribal es un protector sobrenatural en las creencias de estos pueblos.
Su función es la de vigilar que los miembros de la tribu se comporten de buena manera y castigar a los que se comporten de manera incorrecta. Según las creencias de esta tribu, el Awelo vive en la Montaña de Cerro Alto cerca de El Paso, Texas. Esta creencia es un sincretismo de Catolicismo y religión tribal.
Al Awelo le acompaña la Awela, ambas deidades son representadas con máscaras de búfalos, y se alimentan de humo de las ofrendas dedicadas a ellos.
Para invocar a los Awelos, es necesario una danza tribal al ritmo de los tambores la cual presenta un gran parecido con la Danza de los viejitos mexicana. La danza de los Awelos suele llevarse a cabo el 6 de enero, aunque también puede realizarse en Navidad. 
La danza de los Awelos es llamada también la Danza de la tortuga, posiblemente debido a la lentitud propia de los ancianos.
Según la creencia cuando el Awelo se aparece, el testigo después de haber ejecutado la danza a los Awelos, se quita sus vestiduras y se lanza al Río Grande para así quedar purificado.